# Dansk Demetra
Dansk Demetra ApS er en dansk investeringsvirksomhed, der investerer i dansk landbrugsjord. Virksomheden opkøber landbrugsjord og udlejer det til landmænd på langtidskontrakter. Virksomheden blev etableret i 2018 af International Woodland Company, der samme år solgte selskabet til det München-baserede Silvanus mbH, som er en del af genforsikringsselskabet Munich Re. De har hovedkontor i Hellerup. I 2024 ejede de i alt 4.800 hektar dansk landbrugsjord til en anslået værdi af 1,044 mia. danske kroner.